# هورشت وایگانگ
هورشت وایگانگ (به آلمانی: Horst Weigang) (زادهٔ ۳۰ سپتامبر ۱۹۴۰ – درگذشتهٔ ۶ سپتامبر ۲۰۲۴) بازیکن فوتبال و دروازه‌بان اهل آلمان شرقی بود که از سال ۱۹۶۲ میلادی عضو تیم ملی فوتبال آلمان شرقی بود. وی در ۱۲ بازی ملی حضور داشته و در بازی‌های ملی‌اش گلی به ثمر نرساند. هورشت وایگانگ آخرین بازی ملی خود را در سال ۱۹۶۸ میلادی انجام داد.